# Alonso Salazar
Alonso Salazar Jaramillo (Pensilvania, Caldas, Colombia, 13 de marzo de 1960) es un político, periodista y escritor colombiano.

## Biografía
Se desempeñó como alcalde de Medellín durante el periodo 2008-2011. Su antecesor en ese cargo fue Sergio Fajardo Valderrama, con quien gestó el Movimiento Compromiso Ciudadano, iniciativa que reunió académicos, empresarios y dirigentes sociales y comunitarios con el propósito de actuar en política con una perspectiva cívica. Salazar se postuló para un segundo período (2016-2019) en la Alcaldía de Medellín, pero fue vencido por Federico Gutiérrez Zuluaga, alcalde (2016-2019) Su trayectoria como escritor surge en Medellín, en medio de la crisis social e institucional que significó la presencia del narcotráfico. Sus escritos abarcan el análisis de este problema, su impacto en la cultura  juvenil, así como su imbricación en diferentes esferas de la vida pública colombiana. Su obra periodística hace una radiografía a fondo del nacimiento y la evolución de las bandas sicariales de Medellín, la vida del temible capo del Cartel de Medellín, Pablo Escobar y de su antagonista, el líder liberal Luis Carlos Galán Sarmiento, asesinado por esa organización criminal. 
Su primer libro "No nacimos pa´semilla", sobre la cultura de las bandas sicariales de Medellín, se convirtió en un libro obligado sobre el conflicto urbano. En el 2003 ganó el Premio Planeta de Periodismo con su libro "Profeta en el desierto",  sobre la vida y la muerte de Luis Carlos Galán. Fruto del reconocimiento nacional e internacional a su trabajo, ha ocupado diversos espacios académicos y políticos de América Latina y Europa.
Entre 1985 y 1989 estuvo vinculado al Instituto Popular de Capacitación. En 1989 participó en la constitución de la Corporación Región, entidad dedicada a la promoción de la convivencia en un contexto de violencia agudizada por el narcotráfico.  Desde la Corporación Región participó en los programas de la Consejería Especial para Medellín, dirigida por María Emma Mejía, para superar la profunda crisis en la que se había sumido la ciudad de Medellín.  
En 1999, participó en la formación, con Sergio Fajardo (alcalde de Medellín 2004-2007) del Movimiento Compromiso Ciudadano, con el que dieron un viraje a la política y al mundo público en Medellín y Antioquia. La lucha contra la corrupción y la promoción de la educación como herramienta de equidad social, fundamentaron sus programas de gobierno. Como dice el historiador Jorge Orlando Melo, la Alcaldía de Sergio Fajardo, además, puso en marcha eficientes programas de rehabilitación y un plan social que retomaba muchos elementos del programa de la Consejería de Medellín, pero más ambicioso e integral. Esta continuidad no es casual: Alonso Salazar (...)  había inspirado los programas de la Consejería y fue el principal asesor de Fajardo en estos temas.
 y se publicó en el año 1990

## Libros publicados
- No hubo fiesta, crónicas de la revolución y la contrarrevolución, (Aguilar, Editorial Penguin-Random House), agosto de 2017 ISBN 9789585425255
- Profeta en el desierto. Vida y muerte de Luis Carlos Galán sarmiento, editorial Planeta, 2003
- La Parábola de Pablo Emilio Escobar, editorial Planeta, 2001
- Drogas y narcotráfico en Colombia, Planeta, 2001
- La cola del lagarto. Drogas y narcotráfico en la sociedad colombiana, Proyecto Enlace, Corporación Región, 1998
- La génesis de los invisibles. Historias de la segunda fundación de Medellín, Antropos, 1996
- Programa para la Paz de la Compañía de Jesús, 1997
- Mujeres de fuego, Editorial Región, 1993
- No nacimos pa’ Semilla, Editorial CINEP, 1990
- Subculturas del narcotráfico, Editorial CINEP, 1992